# César Elguera
César Augusto Elguera Delgado (Lima, 28 de marzo de 1874 - Ibídem, 27 de febrero de 1936) fue un diplomático y político peruano. Fue ministro de Relaciones Exteriores del Perú en dos períodos: de mayo a octubre de 1924, y de junio de 1925 a septiembre de 1926, durante el Oncenio o segundo gobierno de Augusto B. Leguía.

## Biografía
Natural de Lima, tuvo una vida pública intensa. Sus padres fueron Miguel Elguera y Eloisa Delgado. Estudió en el Instituto Científico y en la Universidad Nacional Mayor de San Marcos, donde se graduó en Derecho.
Desde su temprana juventud empezó a hacer carrera en el servicio diplomático. Fue adjunto a la legación del Perú en Centroamérica (1895); secretario de la legación en Bolivia ((1907); encargado de negocios en Bolivia (1908-1909) y en Italia (1909-1910); jefe de la sección diplomática del ministerio de Relaciones Exteriores (1910);  oficial mayor del ministerio (1913 y 1924-1925); enviado especial y ministro plenipotenciario en Brasil (1922).
El presidente Augusto B. Leguía lo nombró Ministro de Estado en el portafolio de Relaciones Exteriores, en dos ocasiones (de 4 de mayo a 12 de octubre de 1924, y de 19 de junio de 1925 a 25 de septiembre de 1926). Le correspondió la pesada carga de encauzar las labores de la cancillería durante una época muy difícil en las relaciones del Perú con sus vecinos, especialmente en lo concerniente a la solución de la espinosa cuestión de Tacna y Arica. Dichas provincias se hallaban bajo la administración de Chile desde la guerra del Pacífico y aunque por el Tratado de Ancón de 1883 se había acordado realizar un plebiscito que decidiera su destino final al finalizar el plazo de diez años (en 1893), Chile seguía manteniéndolas en cautiverio, habiendo pasado ya más de 40 años. 
Fue precisamente, en el tiempo en que Elguera fue canciller, cuando se intentó realizar el plebiscito en Tacna y Arica, según lo dictaminado por el fallo arbitral del presidente de los Estados Unidos, Calvin Coolidge (el llamado Laudo Coolidge, de 1925). La comisión del plebiscito estuvo integrada por el delegado peruano Manuel de Freyre y Santander y por el delegado chileno Agustín Edwards Mac-Clure, y su presidencia recayó en el general estadounidense John J. Pershing, que fue sucedido luego por el general William Lassiter. Llegados a la zona, los observadores estadounidenses comprobaron que no existían las garantías necesarias para la realización imparcial del plebiscito, por lo que decidieron retirarse. Lo mismo hizo la delegación peruana. El plebiscito no se realizó (1926). 

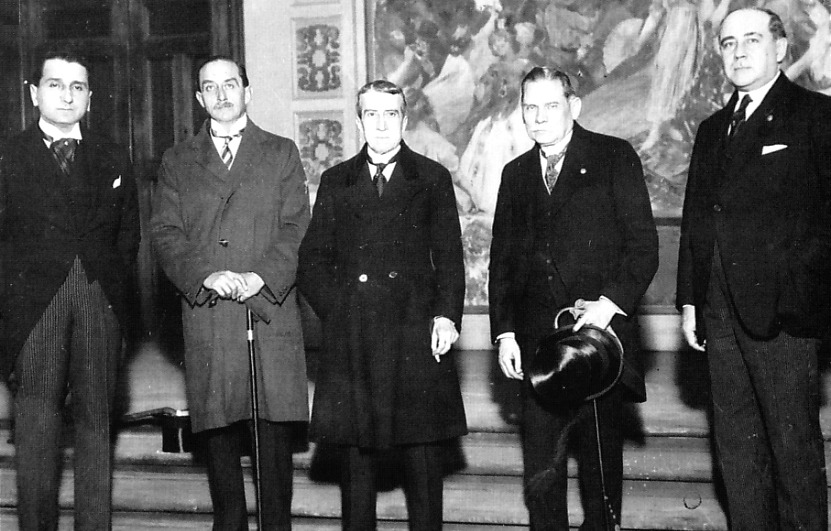
El presidente Augusto B. Leguía (en el centro) y el canciller César A. Elguera (en el extremo derecho), con los delegados plebiscitario peruanos de 1925, de izquierda a derecha: Alberto Salomón, Manuel de Freyre y Santander y Anselmo Barreto.

Por esa época fue también senador por San Martín (1927) y primer secretario de su cámara. 
Desde octubre de 1928, se desempeñó como Embajador Extraordinario y Plenipotenciario del Perú en Chile, y tuvo una activa participación durante todo el proceso negociatorio entre las cancillerías de ambos países, que culminó cuando el canciller peruano Pedro José Rada y Gamio, suscribió con el ministro chileno Emiliano Figueroa Larraín el Tratado de Lima, el 3 de junio de 1929, que puso fin al litigio peruano-chileno, con la solución impuesta por Chile, esto es, la devolución de Tacna al Perú y la retención de Arica.
A Elguera le correspondió realizar con el canciller chileno Conrado Ríos Gallardo en Santiago el canje de las ratificaciones del Tratado Rada Gamio-Figueroa Larraín. 
En 1935, se casó, en la basílica de la Virgen del Pilar, con la heredera Luisa Moreyra y Paz-Soldán, hija de Francisco Moreyra Riglos y Luisa Paz-Soldán Rouaud.